# 罗萨纳
罗萨纳（義大利語：Rossana），是意大利库内奥省的一个市镇。总面积19平方公里，人口961人，人口密度50.6人/平方公里（2009年）。ISTAT代码为004197。